# جون ويليام ليتل
جون ويليام ليتل هو سياسي كندي، ولد في 18 يونيو 1848، وتوفي في 22 يوليو 1913.